# Mistrzostwa Czech w Lekkoatletyce 2010
41. Mistrzostwa Czech w Lekkoatletyce – zawody lekkoatletyczne, które odbyły się 17 i 18 lipca 2010 na stadionie „na Lesní” w Trzyńcu w kraju morawsko-śląskim.

## Rezultaty

### Mężczyźni
| Konkurencja:                  | Złoto                                                         | Wynik    | Srebro                                                                   | Wynik    | Brąz                                                                   | Wynik    |
| Bieg na 100 m                 | Jan Veleba                                                    | 10,46    | Libor Žilka                                                              | 10,53    | Lukáš Milo                                                             | 10,56    |
| Bieg na 200 m                 | Jiří Vojtík                                                   | 21,36    | Petr Szetei                                                              | 21,39    | Lukáš Milo                                                             | 21,40    |
| Bieg na 400 m                 | Rudolf Götz                                                   | 47,06    | Theodor Jareš                                                            | 47,24    | Jakub Holuša                                                           | 47,29    |
| Bieg na 800 m                 | Jan Kubista                                                   | 1:55,11  | Martin Hošek                                                             | 1:55,27  | Tomáš Belada                                                           | 1:55,27  |
| Bieg na 1500 m                | Milan Kocourek                                                | 3:49,76  | Jakub Živec                                                              | 3:51,72  | Petr Vitner                                                            | 3:53,29  |
| Bieg na 5000 m                | Milan Kocourek                                                | 14:08,34 | Jan Kreisinger                                                           | 14:09,63 | Lukáš Kourek                                                           | 14:29,37 |
| Bieg na 10 000 m              | Martin Kučera                                                 | 31:23,23 | Jiří Homoláč                                                             | 31:28,95 | Róbert Štefko                                                          | 31:33,35 |
| Bieg uliczny na 10 km         | Milan Kocourek                                                | 31:27    | Lukáš Kourek                                                             | 31:44    | Jiří Homoláč                                                           | 32:00    |
| Bieg przełajowy na 4 km       | Tomáš Bednář                                                  | 11,14    | Petr Mikulenka                                                           | 11:17    | Kamil Krunka                                                           | 11:20    |
| Bieg przełajowy na 10 km      | Jan Kreisinger                                                | 31:23    | Milan Kocourek                                                           | 31,46    | Róbert Štefko                                                          | 32:02    |
| Bieg górski                   | Jan Kreisinger                                                | 34,59    | Martin Frei                                                              | 35:07    | Róbert Štefko                                                          | 35:19    |
| Półmaraton                    | Róbert Štefko                                                 | 1:09:03  | Jakub Bajza                                                              | 1:09:42  | Tomáš Blaha                                                            | 1:09:56  |
| Maraton                       | Petr Pechek                                                   | 2:22:18  | Mulugeta Serbessa                                                        | 2:22:47  | Pavel Novák                                                            | 2:25:38  |
| Bieg na 110 m przez płotki    | Petr Svoboda                                                  | 13,36    | Martin Mazáč                                                             | 14,07    | Stanislav Sajdok                                                       | 14,16    |
| Bieg na 400 m przez płotki    | Josef Prorok                                                  | 50,23    | Michal Uhlík                                                             | 51,27    | Jinřich Šimánek                                                        | 52,62    |
| Bieg na 3000 m z przeszkodami | Peter Mikulenka                                               | 8:58,63  | Martin Kučera                                                            | 9:06,60  | Jiří Zemjánek                                                          | 9:06,90  |
| Sztafeta 4 × 100 m            | Dukla Praha Robert Školoud Matěj Blahůt Michal Novák Jan Vrba | 43,22    | Spartak Praha 4 Petr Jelínek Václav Janoušek Rostislav Šulc Ondřej Benda | 43,45    | Hvězda Pardubice Miroslav Vinkler Ivo Brýdl Tomáš Netolický Jiří Pálka | 43,77    |
| Sztafeta 4 × 400 m            | AK Kroměříž Rudolf Götz Filip Klvaňa Michal Uhlík Petr Szetei | 3:13,49  | Slavia Praha Jindřich Šimánek Josef Prorok Jan Pernica Theodor Jareš     | 3:15,67  | Hvězda Pardubice Jiří Pálka Ivo Brýdl Tomáš Netolický Miroslav Vinkler | 3:16,75  |
| Chód na 20 km                 | Karel Ketner                                                  | 1:30:55  | Miloš Holuša                                                             | 1:31:09  | Roman Říha                                                             | 1:32:41  |
| Chód na 50 km                 | Jakub Zajíc                                                   | 4:31:28  | David Herber                                                             | 4:40:11  | Antonín Kozelka                                                        | 4:40:34  |
| Skok wzwyż                    | Jaroslav Bába                                                 | 2,18     | Jan Sommerschuh                                                          | 2,14     | Josef Skrčený                                                          | 2,14     |
| Skok o tyczce                 | Jan Kudlička                                                  | 5,50     | Michal Balner                                                            | 5,35     | Lukáš Bechyně                                                          | 5,35     |
| Skok w dal                    | Roman Novotný                                                 | 7,67     | Štěpán Wagner                                                            | 7,63     | Milan Pírek                                                            | 7,38     |
| Trójskok                      | Petr Hnízdil                                                  | 15,49    | Martin Vachata                                                           | 15,44    | Ondřej Hanuš                                                           | 15,17    |
| Pchnięcie kulą                | Antonín Žalský                                                | 19,98    | Jan Tylče                                                                | 17,99    | Vladislav Tuláček                                                      | 17,37    |
| Rzut dyskiem                  | Libor Malina                                                  | 60,11    | Jan Marcell                                                              | 59,56    | Miroslav Pudivítr                                                      | 58,03    |
| Rzut młotem                   | Lukáš Melich                                                  | 72,12    | Pavel Sedláček                                                           | 68,40    | Michal Fiala                                                           | 65,11    |
| Rzut oszczepem                | Vítězslav Veselý                                              | 81,72    | Jakub Vadlejch                                                           | 78,52    | Jan Mihál                                                              | 69,31    |
| Dziesięciobój                 | Pavel Baar                                                    | 7650     | Adam Nejedlý                                                             | 7614     | František Staněk                                                       | 7460     |

### Kobiety
| Konkurencja:                  | Złoto                                                                                 | Wynik    | Srebro                                                                       | Wynik    | Brąz                                                                            | Wynik    |
| Bieg na 100 m                 | Kateřina Čechová                                                                      | 11,59    | Iveta Mazáčová                                                               | 11,83    | Kristina Bažatová                                                               | 11,91    |
| Bieg na 200 m                 | Denisa Rosolová                                                                       | 23,62    | Zuzana Hejnová                                                               | 24,03    | Iveta Mazáčová                                                                  | 24,73    |
| Bieg na 400 m                 | Jitka Bartoničková                                                                    | 54,18    | Jana Slaninová                                                               | 54,85    | Jana Sajdoková                                                                  | 55,69    |
| Bieg na 800 m                 | Lenka Masná                                                                           | 2:02,10  | Sylva Škabrahová                                                             | 2:06,97  | Diana Mezuliáníková                                                             | 2:07,25  |
| Bieg na 1500 m                | Marcela Lustigová                                                                     | 4:23,96  | Květa Pecková                                                                | 4:27,74  | Adéla Hoffmannová                                                               | 4:31,40  |
| Bieg na 5000 m                | Martina Bařinová                                                                      | 16:38,26 | Petra Kamínková                                                              | 17:06,29 | Michaela Šaršoňová                                                              | 17:38,66 |
| Bieg na 10 000 m              | Petra Kamínková                                                                       | 37:04,28 | Ivana Sekyrová                                                               | 37:15,22 | Eva Nývltová                                                                    | 37:21,82 |
| Bieg uliczny na 10 km         | Ivana Sekyrová                                                                        | 37:51    | Petra Kamínková                                                              | 37:53    | Monika Preibischová                                                             | 38:36    |
| Bieg przełajowy na 6 km       | Martina Bařinová                                                                      | 22:53    | Kamila Gregorová                                                             | 22:59    | Květoslava Pecková                                                              | 23:17    |
| Bieg górski                   | Ivana Sekyrová                                                                        | 41:41    | Martina Bařinová                                                             | 42:04    | Kamila Gregorová                                                                | 43:02    |
| Półmaraton                    | Petra Kamínková                                                                       | 1:19:54  | Ivana Sekyrová                                                               | 1:20:17  | Simona Koščová                                                                  | 1:29:09  |
| Maraton                       | Radka Churáňová                                                                       | 2:59:24  | Ivana Martincová                                                             | 3:03:23  | Simona Koščová                                                                  | 3:04:15  |
| Bieg na 100 m przez płotki    | Lucie Škrobáková                                                                      | 12,92    | Lenka Lepičová                                                               | 13,64    | Kateřina Cachová                                                                | 13,67    |
| Bieg na 400 m przez płotki    | Zuzana Bergrová                                                                       | 57,22    | Kristina Volfová                                                             | 59,47    | Kamila Němcová                                                                  | 60,24    |
| Bieg na 3000 m z przeszkodami | Lucie Sekanová                                                                        | 10:12,74 | Ivana Sekyrová                                                               | 10:54,26 | Tereza Novotná                                                                  | 11:04,45 |
| Sztafeta 4 × 100 m            | –                                                                                     | –        | –                                                                            | –        | –                                                                               | –        |
| Sztafeta 4 × 400 m            | Hvězda Pardubice Lenka Švábíková Markéta Krejčí Kateřina Ulrichová Veronika Jelínková | 3:51,82  | Olymp Praha Veronika Šťastná Veronika Vojtíková Tereza Šedivá Jana Sajdoková | 3:55,65  | VS Tábor Zlata Zimmermannová Lada Studenovská Lucie Šetelíková Markéta Mikešová | 4:16,28  |
| Chód na 20 km                 | Lucie Pelantová                                                                       | 1:32:57  | Hana Herberová                                                               | 1:48:59  | Martina Netolická                                                               | 2:08:02  |
| Skok wzwyż                    | Oldřiška Marešová                                                                     | 1,83     | Iva Straková                                                                 | 1,83     | Romana Dubnova                                                                  | 1,79     |
| Skok o tyczce                 | Jiřina Ptáčníková                                                                     | 4,66     | Romana Maláčová                                                              | 4,05     | Aneta Morysková                                                                 | 3,65     |
| Skok w dal                    | Jana Korešová                                                                         | 6,24     | Kateřina Líbalová                                                            | 6,06     | Eliška Klučinová                                                                | 6,04     |
| Trójskok                      | Martina Šestáková                                                                     | 13,94    | Barbora Lacigová                                                             | 12,56    | Lucie Májková                                                                   | 12,48    |
| Pchnięcie kulą                | Jana Kárníková                                                                        | 16,81    | Andrea Valešová                                                              | 14,83    | Romana Grómanová                                                                | 14,64    |
| Rzut dyskiem                  | Věra Cechlová                                                                         | 59,17    | Eliška Staňková                                                              | 54,32    | Andrea Velešová                                                                 | 49,17    |
| Rzut młotem                   | Lenka Ledvinová                                                                       | 65,01    | Kateřina Šafránková                                                          | 64,65    | Tereza Králová                                                                  | 61,70    |
| Rzut oszczepem                | Barbora Špotáková                                                                     | 61,32    | Jarmila Klimešová                                                            | 52,37    | Nikola Ogrodníková                                                              | 51,04    |
| Siedmiobój                    | Kateřina Cachová                                                                      | 5414     | Jitka Moudrá                                                                 | 5155     | Markéta Malariková                                                              | 4893     |